# Sclerolinum
Sclerolinum is een geslacht van borstelwormen uit de familie van de Siboglinidae. De wetenschappelijke naam van het geslacht is voor het eerst geldig gepubliceerd in 1961 door Southward.

## Soorten
- Sclerolinum brattstromi Webb, 1964
- Sclerolinum contortum Smirnov, 2000
- Sclerolinum javanicum Ivanov & Selivanova, 1992
- Sclerolinum magdalenae Southward, 1972
- Sclerolinum major Southward, 1973
- Sclerolinum minor Southward, 1974
- Sclerolinum sibogae Southward, 1961